# Antica Lavinium - Pratica di Mare
Antica Lavinium - Pratica di Mare este o arie protejată (arie specială de conservare — SAC, sit de importanță comunitară — SCI) din Italia întinsă pe o suprafață de 48 ha, integral pe uscat.

## Localizare
Centrul sitului Antica Lavinium - Pratica di Mare este situat la coordonatele 41°39′53″N 12°28′27″E / 41.664722°N 12.474167°E.

## Înființare
Situl Antica Lavinium - Pratica di Mare a fost declarat sit de importanță comunitară în iunie 1995 pentru a proteja 2 specii de animale. Situl a fost protejat și ca arie specială de conservare în decembrie 2016.

## Biodiversitate
Situată în ecoregiunea mediteraneană, aria protejată conține 1 habitat natural: Matorral arborescenți cu Laurus nobilis.
La baza desemnării sitului se află mai multe specii protejate de  păsări (2): sfrâncioc roșiatic (Lanius collurio), gaia neagră (Milvus migrans).